# Д-8 (Организация за икономическо сътрудничество между развиващи се страни)

## Д-8 – Организация за икономическо сътрудничество между развиващи се страни
Д-8, известна още като Групата на осемте развиващи се държави, е международна организация за сътрудничество в развитието между следните страни: Бангладеш, Египет, Индонезия, Иран, Малайзия, Нигерия, Пакистан и Турция. Организацията е създадена през 1997 г. с цел подобряване на позицията на страните членки в глобалната икономика, диверсификация и разширяване на възможностите за търговски отношения, засилено участие в международното вземане на решения и повишаване на стандарта на живот на населението.
Общото население на деветте държави е повече от 1,28 милиарда или 63% от всички мюсюлмани, или близо 16% от световното население, и обхваща площ от 7,62 милиона квадратни километра, 5% от световната сушата. [5] През 2016 г. търговията между държавите-членки на D-8 възлиза на приблизително 65 милиарда долара, което показва значителен растеж от самото ѝ създаване. До 2020 г. тази цифра се е увеличила до около 133 милиарда долара, което отразява засиленото икономическо сътрудничество и интеграция между държавите-членки. През 2024 г. общият номинален БВП на осемте държави достигна приблизително 5,1 трилиона долара, което подчертава тяхното колективно икономическо значение. Транзакциите между тези държави представляват нарастващ дял от световната търговия, тъй като те продължават да преследват амбициозни цели, като например достигане на търговска стойност от 500 милиарда долара до 2030 г. съгласно Десетгодишната пътна карта на D-8. Този план се фокусира и върху разширяване на секторното сътрудничество в области като селското стопанство, енергетиката и транспорта, насърчавайки устойчивото развитие в държавите-членки.

## Цели и задачи
Основните области на сътрудничество включват финанси, банково дело, развитие на селските райони, наука и технологии, хуманитарно развитие, селско стопанство, енергетика, околна среда и здравеопазване. [5]
В първата декларация от срещата на върха (Истанбул, 1997 г.) основната цел на D-8 е посочена като социално-икономическо развитие в съответствие със следните принципи:
Мир вместо конфликт.
Диалог вместо конфронтация.
Сътрудничество вместо експлоатация.
Справедливост вместо двоен стандарт.
Равенство вместо дискриминация.
Демокрация вместо потисничество.
Петата декларация от срещата на върха на D-8 (Бали, 2006 г.) формулира следното, като илюстрация на прилагането на целите на групата:
Ангажимент за съвместна работа за решаване на проблема с икономическите неравенства в нашите страни.
Потвърждаване на ангажимента за засилване на сътрудничеството в областта на енергетиката за разработване на алтернативни и възобновяеми енергийни ресурси.
Подчертаване на значението на D-8 за приноса ѝ към икономическото развитие на страните членки и гарантиране, че тя насърчава световната търговия. [6]

## Структура
Срещата на върха, която се свиква на всеки две години, има най-високо ниво на власт и е съставена от лидерите на всяка държава членка. [7]
Съветът е основният орган за вземане на решения и форум за разглеждане на въпроси, свързани със [съобщението], и е съставен от министрите на външните работи на всяка държава членка.
Комисията има изпълнителна власт и е съставена от комисари, назначени от правителството на всяка държава членка. Комисарите са отговорни за насърчаване на спазването на директивите в съответната си държава. Накрая, изпълнителен директор се назначава от членовете от D-8, за да улеснява комуникацията и да действа в надзорен капацитет по време на всяка среща на върха или събрание на по-ниско ниво.

## Срещи на върха на Д-8
От създаването на организацията през 1997 г. насам, Д-8 провежда редовни срещи на върха, в рамките на които държавните или правителствените ръководители на страните членки обсъждат ключови въпроси, свързани с икономическото развитие и сътрудничество. Срещите се провеждат на ротационен принцип и се организират от различни държави членки.
Темите, разглеждани по време на срещите, включват:
- насърчаване на търговията между страните членки;
- селско стопанство и хранителна сигурност;
- индустриално сътрудничество;
- наука, технологии и иновации;
- устойчиво развитие и енергийна сигурност.

### Проведени срещи на върха:
| Година | Град         | Домакин   |
| ------ | ------------ | --------- |
| 1997   | Истанбул     | Турция    |
| 1999   | Дака         | Бангладеш |
| 2001   | Кайро        | Египет    |
| 2004   | Техеран      | Иран      |
| 2006   | Бали         | Индонезия |
| 2008   | Куала Лумпур | Малайзия  |
| 2010   | Абуджа       | Нигерия   |
| 2012   | Исламабад    | Пакистан  |
| 2017   | Истанбул     | Турция    |

Срещите на върха играят важна роля в утвърждаването на обща визия за развитие и формулирането на стратегически политики за страните членки на Д-8.

## Страни членки (Member countries)
Към организацията Д-8 членуват следните осем държави, които са с голямо население, преобладаващо мюсюлманско и с нарастваща икономическа активност. Те са стратегически разположени в различни региони на Азия и Африка.
| Държава   | Регион              | Население (приблизително) |
| --------- | ------------------- | ------------------------- |
| Бангладеш | Южна Азия           | 170 милиона               |
| Египет    | Северна Африка      | 110 милиона               |
| Индонезия | Югоизточна Азия     | 275 милиона               |
| Иран      | Близък изток        | 88 милиона                |
| Малайзия  | Югоизточна Азия     | 33 милиона                |
| Нигерия   | Западна Африка      | 220 милиона               |
| Пакистан  | Южна Азия           | 240 милиона               |
| Турция    | Близък изток/Европа | 85 милиона                |

Общото население на страните членки надхвърля 1 милиард души, което прави групата икономически и демографски значима в световен мащаб.

## Структура
Организацията има следната институционална структура:
- Среща на върха (Summit) – най-висшият орган, съставен от държавните или правителствените ръководители на страните членки; събира се на всеки две години.
- Съвет на външните министри – отговаря за политиката и стратегическите насоки на организацията.
- Комисия на висши служители – координира оперативните въпроси и изпълнението на решенията.
- Генерален секретариат – изпълнителен орган, базиран в Истанбул, Турция, който управлява ежедневната дейност на организацията.

Настоящият генерален секретар (към 2024 г.) е Изикул Джалалудин Нуага, бивш посланик на Нигерия.

## Икономическо сътрудничество
Целта на Д-8 е да увеличи вътрешногруповата търговия, като насърчава съвместни проекти, премахва бариери пред търговията и създава благоприятни условия за инвестиции. Основни приоритети са:
- Създаване на преференциални търговски споразумения между страните;
- Развитие на съвместни икономически зони и индустриални партньорства;
- Насърчаване на иновации, дигитализация и предприемачество;
- Сътрудничество в области като енергетика, транспорт, туризъм и здравеопазване.

Д-8 също работи за засилване на сътрудничеството с други международни организации и икономически съюзи, като ОИСР, Световната търговска организация и Икономическата и социална комисия за Азия и Тихия океан на ООН.

## Свързани институции
Организацията Д-8 е създала и поддържа няколко свързани звена и мрежи, които подпомагат нейния мандат в областта на науката, технологиите, здравеопазването, земеделието и иновациите. Тези структури изпълняват оперативни, изследователски и координационни функции в рамките на тематичните приоритети на организацията.

## Основни свързани структури:
- Международен университет на Д-8 (D-8 International University) Осигурява академично обучение и изследвания с фокус върху устойчивото развитие и сътрудничеството между страните членки.
- Карта на научното съвършенство и сътрудничество на Д-8 (D-8 Map of Scientific Excellence and Collaboration – D8-MSEC) Представлява база данни и платформа за сътрудничество между водещи научни институти и университети в страните членки.
- Мрежа на пионерите в изследванията и иновациите на Д-8 (D-8 Network of Pioneers for Research and Innovation – D-8 NPRI) Подпомага обмена на добри практики, съвместни проекти и менторски инициативи между млади изследователи и иноватори.
- Мрежа за трансфер и обмен на технологии на Д-8 (D-8 Technology Transfer and Exchange Network – D-8 TTEN) Насърчава сътрудничеството между публичния и частния сектор за обмен на технологии и иновации.
- Програма за здраве и социална защита на Д-8 (D-8 Health and Social Protection Programme – D-8 HSP) Работи за подобряване на достъпа до здравеопазване, социална защита и устойчиво развитие на човешкия капитал.
- Изследователски център на Д-8 по земеделие и продоволствена сигурност (D-8 Research Center for Agriculture and Food Security) Фокусира се върху развитието на устойчиви аграрни практики, справяне с глада и укрепване на продоволствената сигурност.
  - D-8 International University
  - D-8 Map of Scientific Excellence and Collaboration (D8-MSEC)
  - D-8 Network of Pioneers for Research and Innovation (D-8 NPRI)
  - D-8 Technology Transfer and Exchange Network (D-8 TTEN)
  - D-8 Health and Social Protection Programme (D-8 HSP)
  - D-8 Research Center for Agriculture and Food Security